# Karol Krystian Erdman Wirtemberski
Karol Krystian Erdman Wirtemberski (ur. 26 października 1716 w Brzozowcu, zm. 14 grudnia 1792 w Oleśnicy) – książę oleśnicki.
Syn Krystiana Ulryka i Filipiny Charlotty von Redern. W 1731 roku zmarł jego ojciec Krystian Ulryk, a Karol Krystian Erdman został jego następcą wraz z wujem Karolem Fryderykiem.
28 kwietnia 1741 ożenił się z Marią Zofią zu Solms-Laubach. Mieli troje dzieci:
- Krystian (1742)
- Fryderyka (1751–1789) – żona księcia Fryderyka Augusta von Braunschweig-Lüneburg, który został księciem oleśnickim po śmierci Karola Krystiana Erdmana
- Fryderyk Krystian (1757–1759)

Karol Erdman zaczął budować swoją letnią rezydencję, na wzór rezydencji Karola III w Karlsruhe, nadając nawet osadzie nazwę Carlsruhe. W 1761 roku zmarł wuj Karol Fryderyk, a Karol Krystian został jedynym właścicielem dóbr księstwa oleśnickiego.
Całe księstwo świętowało w 1791 roku złote gody pary książęcej. Rok późnej Karol Erdman zmarł, a większa część księstwa z Oleśnicą i Bierutowem przypadła mężowi Fryderyki – Fryderykowi Augustowi. Rezydencja w Carlsruhe przeszła na własność księcia Eugeniusza Wirtemberskiego, syna księcia Wirtembergii Fryderyka. Potomkowie Eugeniusza Wirtemberskiego przebywali na tym terenie do 1945 roku.
Karol Krystian Erdman był odznaczony duńskimi orderami Słonia (1737) i Wierności (1738), pruskim Czarnym Orłem (1747), bawarskim Orderem św. Huberta oraz wirtemberskim Orderem Myśliwskim.

## Literatura
- Jan Županič: Württemberkové v Olešnici. In: Studia zachodne, 13, 2011, S. 49-64. (cz.)
- Neues genealogisch-schematisches Reichs- und Staats-Handbuch vor das Jahr MDCCLXVIII, Frankfurt nad Menem 1768, s. 299 (niem.)
- Kongelig Dansk Hof- og Statskalender, Kopenhaga 1776, s. 4, 13 (duń.)